# Cygnicollum longicephala
Cygnicollum longicephala is een soort in de taxonomische indeling van de Myzozoa, een stam van microscopische parasitaire dieren. Het organisme komt uit het geslacht Cygnicollum en behoort tot de familie Lecudinidae. Cygnicollum longicephala werd in 1946 ontdekt door Ganapati.